# Ivo Spathari
Ivo Spathari (* 29. Mai 1992) ist ein albanischer Tennisspieler.

## Werdegang
Spathari wurde im Mai 2011 für die Begegnungen der albanischen Davis-Cup-Mannschaft gegen die Türkei und gegen Norwegen nominiert. Seine drei Matches verlor er deutlich. Es blieben seine bislang einzigen Einsätze. 